# Parque de la Villette

Plano del Parque de la Vilette

Situado en el XIXe arrondissement de París (Francia), el Parque de La Villette (en francés Parc de la Villette) es uno de los más grandes de la ciudad, con 55 hectáreas. La realización arquitectural del parque corrió a cargo de Bernard Tschumi, en 1982. Ocupa el lugar del viejo matadero y mercado de ganado de la ciudad.
El parque está salpicado por una trama de edificios rojos llamados «Folies», que ponen una nota de color al parque y ofrecen numerosos servicios, como guardería, cafetería, talleres… El canal de l’Ourcq divide al parque en dos, y para conectar ambas partes del parque, existen dos pasarelas peatonales.
Numerosos edificios prestigiosos se encuentran en el Parc de la Villette, como por ejemplo el teatro Zénith, la Géode o la Cité de la Musique. Las numerosas atracciones de las que dispone hacen de él un lugar de paseo muy agradable. Tiene una programación cultural muy variada a lo largo del año: exposiciones, teatro, conciertos, circo, cine al aire libre, etc.

## Datos arquitectónicos

### Proyecto
El concurso del Parque de la Villette se celebró en 1982 y fue organizado por un organismo público creado exprofeso por el Estado francés, el EPPV (Establecimiento Público del Parque de La Villette). Se presentaron arquitectos de renombre internacional como Peter Eisenman. El arquitecto suizo (Bernard Tschumi) se presentó porque se consideraba francés y se sentía de algún modo comprometido [cita requerida]. Invitó a algunos arquitectos para que diseñaran elementos del parque, como el mismo Peter Eisenman (que trabajo en colaboración con el filósofo Jaques Derrida. Este espacio verde se incluye dentro de un plan de mejora de París impulsado por el entonces Presidente de Francia Mitterrand. Se llevaron a cabo demoliciones de edificios desfasados como los antiguos mataderos de los que solo se conserva el Hall de Bueyes, el edificio donde se sacrificaban estos animales. El solar libre que dejaron estos mataderos es donde se construyó el Parque de la Villette, ubicado en el noreste del centro de París, haciendo límite con el lado interior de la autopista de circunvalación Périphérique. Hay varios edificios situados dentro del parque que no forman parte del proyecto de Tschumi.
En la parte norte está la Ciudad de las Ciencias y la Industria, un enorme edificio de apariencia High Tech que alberga un museo. Junto a su entrada está La Géode, una construcción de forma esférica y cubrimiento de cristal reflectante muy llamativa para los visitantes. Más al sur está el Grand Halle, un enorme edificio de estructura metálica y cerramiento de vidrio, el cual fue el antiguo matadero de bueyes y hoy en día es un amplio edificio de exposiciones. Otros edificios situados dentro del parque son el Zenith y la Ciudad de la Música. Este último complejo está compuesto por dos edificios en los que se reparten el conservatorio, el auditorio y el Museo de la Música. Fue diseñado por el arquitecto Christian de Portzamparc. El Parque de la Villette se puede clasificar dentro del postmodernismo tardío.

### Diseño del parque
El diseño del Parque de la Villette parte del Canal artificial de agua llamado l’Ourcq, el cual lo atraviesa de este a oeste, por lo que también se le llama «Eje este-oeste». Tschumi utilizó tres sistemas geométricos independientes y superpuestos en la superficie del parque para diseñarlo. El primero de ellos es el sistema de puntos, el cual está constituido por una serie de folies (pequeños edificios) ordenados en una cuadrícula de 100 metros de lado. La orientación de esta retícula la da el canal, que tiene un trazado recto.
El segundo sistema es el lineal, compuesto por caminos rectos y curvos. La línea preferente de este sistema es un camino recto casi perpendicular al canal. La independencia de estos dos sistemas se plasma en el hecho de que no coinciden sus geometrías al haber una pequeña desviación entre la dirección del citado camino recto y la cuadrícula de puntos (folies). El tercer y último sistema utilizado por Tschumi para diseñar el parque es el superficial, compuesto por las praderas y el jardín infantil. Estos tres sistemas que se superponen en el parque hace que tenga una complejidad muy interesante y, sobre todo, que tenga diversos significados, algo buscado por su arquitecto.
"El parque es por momentos un espacio impredecible, dinámico, polémico, innovador. En él, Tschumi nos remite a una reflexión arquitectónica, que hace del diseño específico un hecho mutable, ligado a las reglas que propone y desarrollado en función de una idea determinada.".

### Foliesdel parque
Como hemos visto antes, la estructura de puntos está compuesta por folies. Están colocadas en una cuadrícula en la que hay una separación de 100 metros entre ellas. Para nombrarlas, Tschumi decide otorgar a cada una de ellas un nombre compuesto por una letra y un número, como si fuesen coordenadas. La parrilla en la que están las folies es independiente de la forma y ubicación de los edificios, por eso todas las folies están construidas aunque tengan que ubicarse junto a la fachada de algún inmueble. Únicamente se omite la construcción de las folies que estarían dentro de la Ciudad de las Ciencias.
El término «folie» viene de los pequeños pabellones que se ponían en los jardines románticos del siglo XIX. Las folies diseñadas por Tschumi son edificios cuyo volumen está dentro de un cubo de 10 metros de arista, y estas a su vez están divididas en tres módulos iguales. Hay folies que tienen un volumen reducido y otras que ocupan el cubo por completo, pero cada una de ellas tiene un diseño único. La estructura de estas construcciones es de hormigón y están recubiertas de metal, lo cual hace parecer que su esqueleto sea metálico. Sin embargo algunas folies tienen partes aéreas cuyas estructuras sí son metálicas. Están pintadas enteramente de rojo, lo cual les hace llamativas visualmente. Casi todas las folies albergan un determinado uso, el cual puede ser intercambiable por otro. Las hay que albergan talleres de arte, cafetería, guardería, puntos de socorro, etc., hasta un total de 31 usos diferentes.
Tschumi hace que las folies se entiendan como tales cuando están dentro de su cuadrícula y cuando tienen algún uso, aunque hay folies en las que su uso no está claro. La única folie no diseñada por Tschumi es la que está en la entrada del Museo de la Música, colocada por Portzamparc ya que quería que la gente entrase por ahí al museo. Hay muchas folies situadas sobre las marquesinas de los dos caminos rectos y otras que están casi pegadas a otros edificios, superponiéndose a ellos, como ocurre con el Grand Halle. Por ello estas folies poseen esqueleto y no tienen otro uso que el de servir como esculturas. Un ejemplo de este tipo de folies es una que está junto al Pabellón Janvier y que tiene una forma de escalera gigante.

#### Folies destacadas

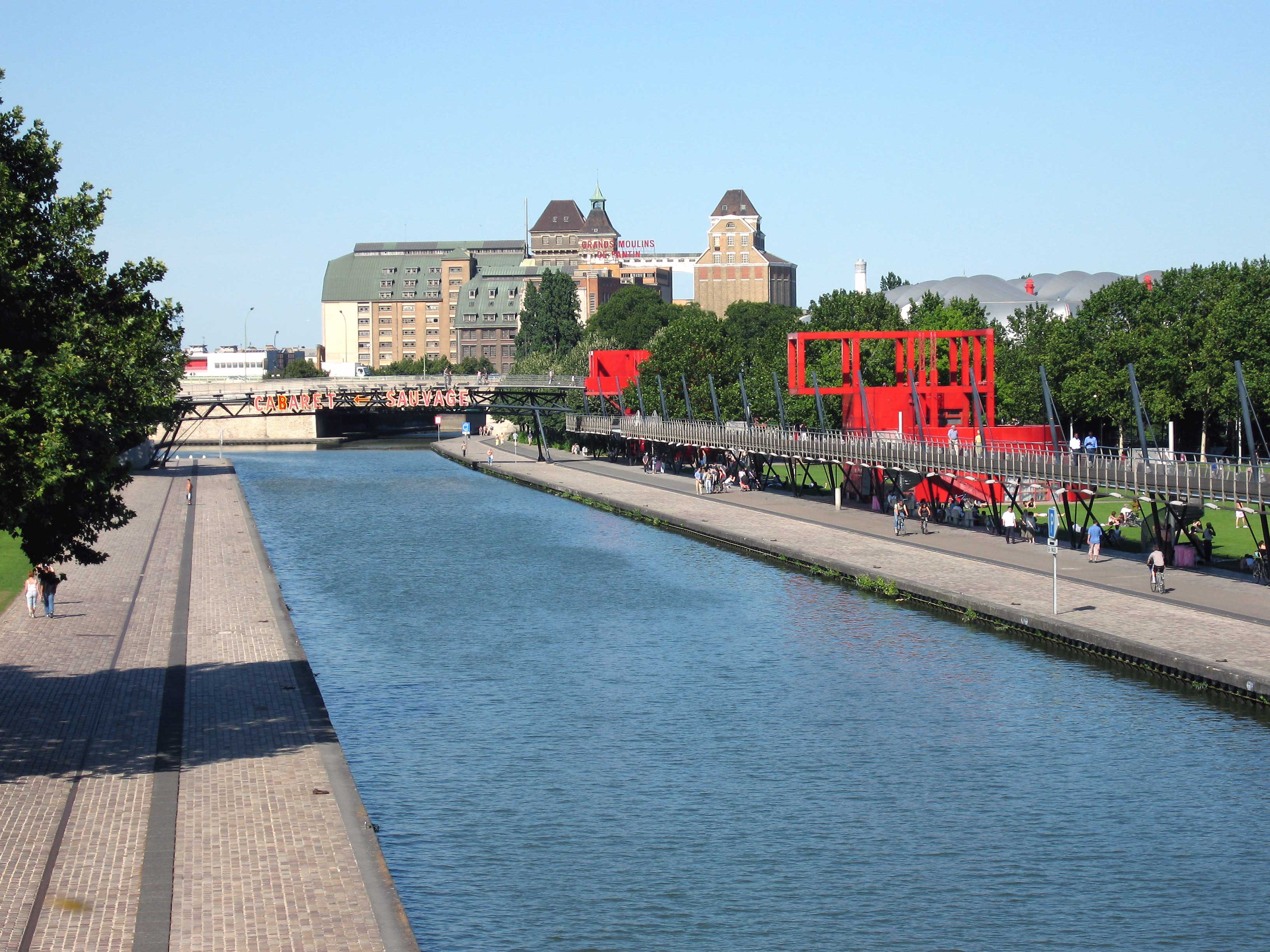
Varias folies se alinean junto al canal de agua.

Tschumi realizó una gran cantidad de dibujos de folies para diseñarlas y determinar sus usos. Estas las diseña a partir de un cubo al que va quitando volúmenes para determinar formas. De esta manera, salen folies más parecidas a un cubo y otras con menos volumen. «La Casa Vacía» es un libro escrito por Tschumi en el que hay láminas de tipo grabado que muestran cómo se forman y organizan las folies del Parque de la Villette. Hay una lámina en la que muestra la evolución que sufren tres superficies: una de ellas representa la parte construida de la folie, otra la parte cubierta y la tercera la parte abierta. Las dos primeras superficies, que son mucho más pequeñas que la tercera, explotan y se hacen añicos, al mismo tiempo que se van colocando en una cuadrícula. De esta manera, los trozos de partes cubiertas y partes construidas se mezclan entre sí y terminan colocadas en una cuadrícula. Es una explicación metafórica de la forma y distribución de las folies del parque. Algunas de ellas resultan ser muy interesantes y visitadas.
La «Folie del jardinaje» se usa para guardar el material de jardinería tan usado en un parque como este. Tiene una falsa escalera de caracol en la que los escalones se reducen a barras metálicas. Es la folie más complicada porque su planta ha perdido su forma cúbica original. La «Folie R4» se sitúa al final del canal y está rodeada por una rampa que conduce a La Géode y a la Ciudad de las Ciencias. Solo se compone de elementos lineales (pilares, vigas y cruces de San Andrés), y por eso no tiene un uso. Como está rodeada por una rampa, tampoco tiene acceso. Otra característica que le hace especial es que la base del cubo que genera su forma está elevada respecto del suelo, por lo que esta diferencia de alturas se salva con pilares grises de sección circular. La «Folie L5» es un homenaje a la Torre de Tatlin. Tiene una torre cilíndrica con una escalera de caracol que recuerda mucho a la torre proyectada por Vladímir Tatlin.
La «Folie L4» es un observatorio que tiene un suelo en la azotea al que se llega mediante dos escaleras. Tiene partes en las que faltan las paredes. Hay una folie con una boutique llamada «Argonauta» y es la entrada al submarino del mismo nombre que está tras ella. Tiene uno de los usos más excéntricos de todos los que hay. La «Folie de los primeros auxilios» es un homenaje al famoso escultor suizo Jean Tinguely. La gran rueda que hay en la folie es la principal referencia a las esculturas de este artista. La «Folie L1» está ubicada junto a la entrada y se llama «El estallido». Su nombre recoge la idea que da porque es solo tiene unos pocos pilares y vigas torcidas, pareciendo así que una supuesta folie mayor hubiese explotado.

### Paseos y pasarelas del parque
El sistema lineal se articula en torno al camino recto que es casi perpendicular al canal y a otro recto que transcurre paralelo al canal y limitando con éste. Además de estos dos hay caminos de trazado curvo a los que Tschumi llama «paseos cinéticos». Los dos caminos rectos tienen una marquesina que los protege de la lluvia. Las estructuras de las folies y de las marquesinas las diseñó el ingeniero estructural Peter Rice.
El camino que va de norte a sur y que es casi perpendicular al canal tiene una marquesina con una estructura muy interesante. Tiene apoyos triangulados que en los que se sujeta una enorme viga de celosía de estilo high-tech que está sobredimensionada. Ésta a su vez sujeta el techo de la marquesina mediante tensores. Dicho techo tiene la forma de ondas sinusoidales y está inclinado para expulsar el agua de lluvia. Los intervalos de las ondas con los de los apoyos no coinciden, por lo que son dos estructuras geométricas contradictorias.
La marquesina que cubre el camino paralelo al canal tiene características diferentes a la anterior. El techo de ésta es llano y sobre él se puede caminar ya que, además, dispone de barandillas. Esta pasarela elevada se comunica con los dos puentes que atraviesan el canal a su paso por el parque. La estructura que sujeta este techo tiene apoyos constituidos por pilares metálicos que convergen en un punto superior, formando una especie de cono. Los pilares están inclinados respecto del suelo y sujetan el techo de la marquesina mediante tirantes. Hay folies que atraviesan parcialmente esta marquesina, ya que se superponen. Tanto las marquesinas como las folies son un gran atractivo para los niños debido a sus originales diseños y colores llamativos.

### Colaboraciones de la casa
Bernard Tschumi invitó a Peter Eisenman para que diseñase un jardín que estaría dentro del Parque de la Villette. Él aceptó y propuso incluir a  Jacques Derrida, un importante teórico que inspira el deconstructivismo . El filósofo también aceptó porque afirmaba haber entre la filosofía, la arquitectura y el estructuralismo muchos términos comunes. Eisenman y Derrida escribieron un libro de su jardín diseñado, el cual no se construyó. Este libro tiene huecos cuadrados ordenados que hacen que falten palabras. Vesnin realizó, en los años 1920, dibujos con muchas formas rectas y colores que recuerdan mucho a la Villette.

## Edificios e instalaciones del Parque de la Villette
- Cité des sciences et de l'industrie.
- La Géode.
- Cité de la musique.
- Conservatorio Nacional Superior de Música y de Danza de París.
- El pabellón Paul Delouvrier.
- El antiguo mercado, Grande halle de La Villette, con una biblioteca permanente.;
- El Cabaret Sauvage.
- El Teatro Paris-Villette y el Teatro Zénith.
- El Tarmac de la Villette.
- La Maison de la Villette.
- Jardines temáticos: de los bambúes, de los horrores infantiles, de la parra, de los equilibrios, de las islas, de los espejos, de las dunas, de las acrobacias y del dragón.
- Además, tiene un cinaxe, un centro ecuestre, una carpa, un kiosco de música y atracciones.

Este parque está vinculado con el Parque de las Buttes-Chaumont por la alameda de Darius Milhaud, y una lancha fluvial permite regresar a la Plaza de Stalingrado. También hay un submarino, el Argonaute, que se puede visitar. El parque La Villette está abierto todos los días de 6:00 a. m. a 1:00 a. m.